# XXIII обикновено народно събрание
Двадесет и третото обикновено народно събрание (XXIII ОНС) е народно събрание на Царство България, заседавало от 20 август 1931 до 19 май 1934, брой депутати – 283. XXIII ОНС е разпуснато след Деветнадесетомайския преврат от 1934 година. В резултат на преврата, направен от политическия кръг „Звено“, парламентът се разпуска за четири години и ролята на законодателен орган се изпълнява от Министерския съвет. Това е стъпка към утвърждаване ролята на цар Борис III в управлението, постигнато с цената да бъдат погазени Търновската конституция (тя не е отменена, но новото правителство не се съобразява с нея) и демокрацията.

## Избори
Парламентарните избори през 1931 г. се оказват последните демократични многопартийни избори в България чак до 1990 г. На следващите избори за XXIV и XXV ОНС печелят безпартийни кандидати, а с XXVI ОНС започват еднопартийните избори. Изборите за XXIII ОНС са проведени на 21 юни 1931, съгласно указ на цар Борис III № 261 от 5 май същата година. Избирателна активност – 85,2%. Изборите са спечелени от коалицията Народен блок със 151 от общо 273 народни представители. Местата в парламента са разпределени както следва:
| Партия                               | Гласове | Процент | Места |
| ------------------------------------ | ------- | ------- | ----- |
| БЗНС „Врабча 1“                      |         | 26,47%  | 72    |
| Демократически сговор                |         | 22,79%  | 62    |
| Демократическа партия                |         | 14,70%  | 40    |
| Работническа партия                  |         | 11,39%  | 31    |
| Националлиберална партия             |         | 11,02%  | 30    |
| Националлиберална партия (обединена) |         | 3,30%   | 9     |
| Македонска група                     |         | 2,94%   | 8     |
| Социалдемократическа партия          |         | 1,83%   | 5     |
| Народнолиберална партия              |         | 1,47%   | 4     |
| Радикална партия                     |         | 2,57%   | 7     |
| БЗНС „Стара Загора“                  |         | 0,36%   | 1     |
| „Националселски труд“                |         | 0,36%   | 1     |

- БЗНС „Врабча 1“ – 72 места
- Демократически сговор – 62 места
- Демократическа партия – 40 места
- Работническа партия – 31 места
- Националлиберална партия – 30 места
- Националлиберална партия (обединена) – 9 места
- Македонска група – 8 места
- Социалдемократическа партия – 5 места
- Народнолиберална партия – 4 места
- Радикална партия – 7 места
- БЗНС „Стара Загора“ – 1 място
- „Националселски труд“ – 1 място

## Място
Заседанието се провежда в сградата на Народното събрание в София.

## Сесии
- I извънредна (20 август – 27 октомври 1931)
- I редовна (28 октомври 1931 – 30 юни 1932)
- II редовна (28 октомври 1932 – 28 юни 1933)
- III редовна (28 октомври 1933 – 19 май 1934)

## Бюро

### Председатели
- Стефан Стефанов (20 август – 12 октомври 1931)
- Александър Малинов (15 октомври 1931 – 18 май 1934)

### Подпредседатели
- Никола Захариев
- Никола Шопов
- Стефан Даскалов